# 루이스 헤드

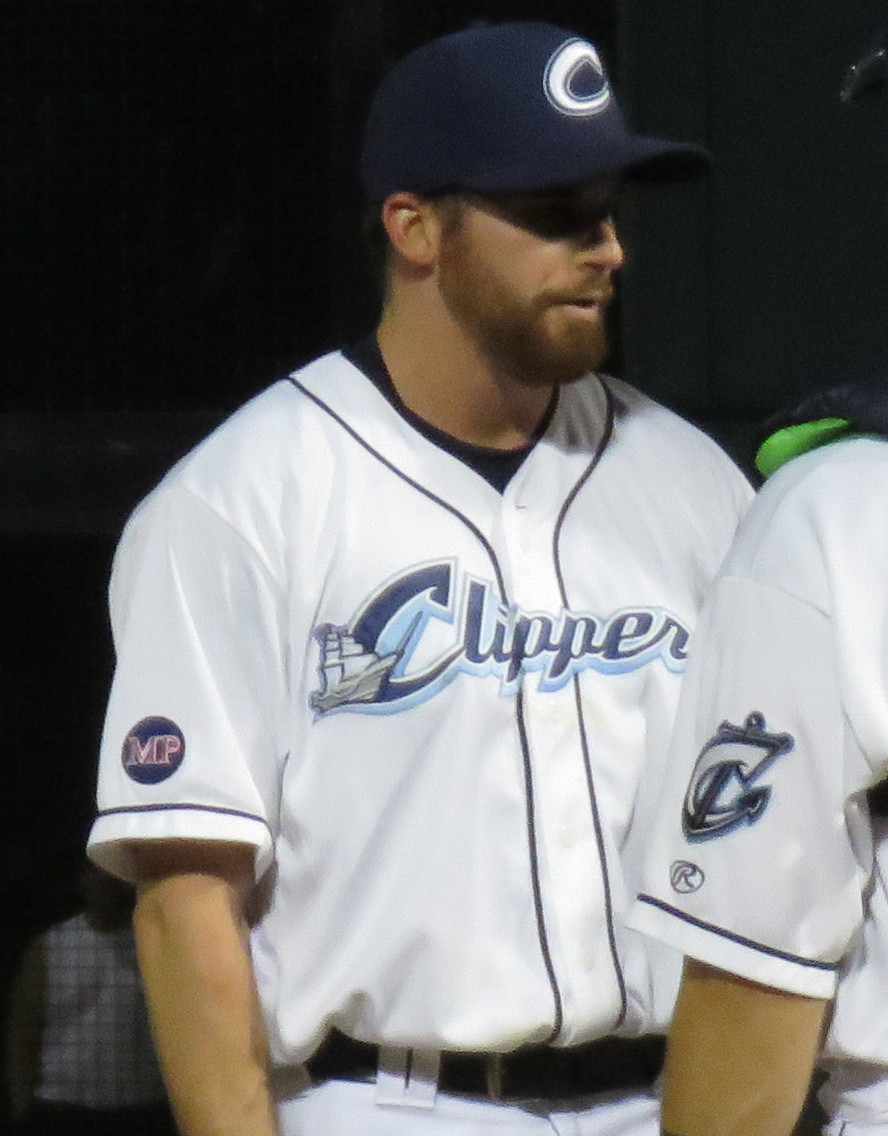

루이스 헤드(Louis Head, 본명: 루이스 깁슨 헤드, Louis Gibson Head, 1990년 4월 23일 ~)는 미국의 전직 프로 야구 투수이다. 2012년 메이저 리그 베이스볼 드래프트 18라운드에서 클리블랜드 인디언스에 지명되었다. 헤드는 텍사스 테크 레드 레이더스와 텍사스 스테이트 밥캣츠에서 대학 야구를 했다. 탬파베이 레이스, 마이애미 말린스, 볼티모어 오리올스에서 메이저 리그 베이스볼(MLB)에서 뛰었다.

## 아마추어 경력
헤드는 휴스턴에서 태어나 텍사스주 케이티에서 자랐으며 싱코 랜치 고등학교에 다녔다. 헤드는 텍사스 주립대로 편입하기 전 두 시즌 동안 텍사스 공과대에서 대학 야구를 했다. 주니어 시절 그는 18경기에 출전해 2승 2패, 평균자책점 4.20, 3세이브를 기록했다.